# ОШ „Иво Андрић” Кулаши
ОШ „Иво Андрић” је једна од основних школа на подручју општине Прњавор. Налази се у Кулашима на адреси Кулаши 119. Име је добила по Иви Андрићу је српском и југословенском књижевнику и дипломати Краљевине Југославије и добитнику Нобелове награде.

## Историјат
Према изјавама мјештана и постојећој оскудној архиви, у Кулашима није било школе до 1950. године. Прије Другог свјетског рата само четири ученика са овог подручја похађала су школу у Кремни, основану 1910. године. Послије рата, самоуки мјештани описмењавали су неписмене. Први подаци о броју ученика и разреда датирају тек од школске 1962/1963, када је било 226 ученика до петог разреда. Школа у Кулашима 1966. постала је централна, припајањем дотад самосталних основних школа (Кремна, Присоје и Поповићи), а 1972. спојена је са осталим централним школама у Центар основних школа у Прњавору. Школске 1973/1974. похађало ју је 518 ученика, а исте године добила је данашњи назив. Године 1975. прерасла је у пуну осмогодишњу школу, са 719 ученика. Отад се број ученика смањивао. Десет година касније школу је похађало 658 ученика, а 1991. – 422. У школској 2007/2008. имала је 249 ученика, од којих је трећина припадала подручним школама. У саставу централне школе радиле су петогодишње подручне школе у селима: Кремна (основана 1910), Присоје (1951) и Поповићи (1964). Школа је 2010/2011. имала 189 ученика, 24 наставника и два вјероучитеља православне вјеронауке, а 2022/23. – 57 ученика, 22 наставника и
два вјероучитеља православне вјеронауке. Школа има уређене спортске терене и еко-парк.